# 歌い初め
新春特別番組“歌い初め”（しんしゅんとくべつばんぐみ“うたいぞめ”）は、元日にJFN系列で放送されているラジオ番組。ただし、土曜日や日曜日が元日の場合は放送枠がTOKYO FMをキーステーションに放送するネット枠のため、週明け月曜日に放送が持ち越される。またタイトルの最後にはその年の数字がつく（例：2005年の場合、"歌い初め'05"）。読みとしてはこれまで、「歌い初め'99」などでは「 - きゅうじゅうきゅう」、「歌い初め'04」などでは「 - ぜろよん」と読んだが、2005年度のみ「-オー・ファイブ」と読み、サブタイトルもついた。
2006年 - 2008年は「JFN NEW YEAR SPECIAL 年賀状 ドット 声」が放送されたが、2009年元日は3年ぶりに「歌い初め」が放送された。タイトルは過去の例年通り「歌い初め'09」。DJは「AZ TIME MUSIC」の東野純直。
翌年の2010年も歌い初め 2010として元日に放送されたが、2011年は元日が土曜日であったため、3日の放送となった。しかし、2012年は「SCHOOL NINE presents お笑ガッツ!」が放送されたため、放送がなかった。

## 番組コンセプト
音楽で新年を祝っちゃおう!

## 放送枠
1月1日 11:30 - 17:00（5時間25分）
ただし、局によって自社枠やネット番組を入れるところは、開始および終了時間を変えて放送することがある。

## パーソナリティをつとめたDJ
陣内大蔵、中田美香、小田静枝、DJ ALEX、西任白鵠、船守さちこ など

## 2005年度の放送状況

### パーソナリティ
- 小川もこ
- 井門宗之

### ネット飛び乗り局、ネット飛び降り局
- 【12時台飛び乗り】
  - FMとやま、FM長野、FM-NIIGATA
- 【12時台飛び降り】
  - FM福井
- 【13時台飛び乗り】
  - FM青森、e-radio、SMILE-FM
- 【13時台飛び降り】
  - FMとやま (-13:30)
- 【14時台飛び乗り】
  - なし
- 【14時台飛び降り】
  - FM長野
- 【15時台飛び乗り】
  - なし
- 【15時台飛び降り】
  - ヒルサイド・アヴェニューをネットしているが、JUNGLE Hotlineをネットしていない局
- 【16時台飛び乗り】
  - なし

## 2009年度の放送状況

### パーソナリティ
- 東野純直

## 2010年度の放送状況

### パーソナリティ
- 蒲田健
- 小川もこ

## 2011年度の放送状況

### パーソナリティ
- 三浦和人
- 小川もこ

### ネット飛び乗り局、ネット飛び降り局
- 【フルネット】
  - Radio 80、V-air、HFM、FM OKAYAMA、FM徳島、Hi-Six、μFM
- 【12時台飛び乗り】
  - AFM、fm nagasaki
- 【12時台飛び降り】
  - Date fm、FM福井
- 【13時台飛び乗り】
  - FM岩手、Kiss FM KOBE、FMY、FMS、Air-Radio FM88
- 【13時台飛び降り】
  - HELLO FIVE (-13:30)
- 【14時台飛び乗り】
  - なし
- 【14時台飛び降り】
  - RADIO BERRY、FM長野、Air-Radio FM88
- 【15時台飛び乗り】
  - なし
- 【15時台飛び降り】
  - FM岩手、Rhythm Station、ふくしまFM、FMぐんま、FMとやま、e-radio、Kiss FM KOBE、FM香川、FMS、JOY FM
- 【16時台飛び乗り】
  - FM福井 (13 - 15時台は未放送)
- 【16時台飛び降り】
  - FM青森 (-16:35)、AFM (-16:40)